# 醴泉警察署
醴泉警察署（イェチョンけいさつしょ）は、慶北地方警察庁所管の警察署である。

## 管轄区域
- 醴泉郡

## 沿革
- 1945年10月21日 - 開署
- 1981年6月21日 - 現在の庁舎が完成

## 組織
- 警務課
- 生活安全交通課
- 捜査課
- 情報保安課

## 管轄派出所
- 醴泉派出所
- 甘泉派出所
- 龍宮派出所
- 龍門派出所
- 知保派出所
- 豊壌派出所
- 下里派出所
- 虎鳴派出所